# 鉄
鉄（てつ、旧字体：鐵、英: iron、羅: ferrum）は、原子番号26の元素である。元素記号はFe。金属元素のひとつで、遷移元素である。太陽や、ほかの天体にも豊富に存在し、地球の地殻の約5 %を占め、大部分は外核・内核にある。

## 名称
元素記号のFeは、ラテン語での名称「ferrum」に由来する。日本語では、鈍い黒さから「黒鉄」、広く使用されている金属であることから「真鉄」ともいう。大和言葉で「くろがね」とも呼ばれる。
漢字の「鉄」は音を表す「失」と意味を示す「金」からなる形声文字である。旧字体は「鐵」であり、これも音を表す「𢧜」と意味を示す「金」からなる形声文字である。また異体字として「銕」があるが、これも音を表す「夷」と意味を示す「金」からなる形声文字である。
本多光太郎は「鐵」という文字が「金・王・哉」に分解できることから「鐵は金の王なる哉」と評した。
「鉄」の文字が「金を失う」を連想させて縁起が悪いとして、製鉄業者・鉄道事業者などでは社名やロゴで、「鉄」の代わりにあえて旧字体の「鐵」を用いたり、「失」の頭を取り去って「鉃」の形を用いる例がある。

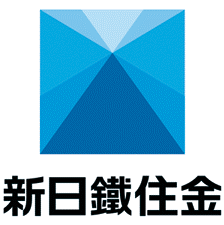
「鐵」の字を使う例
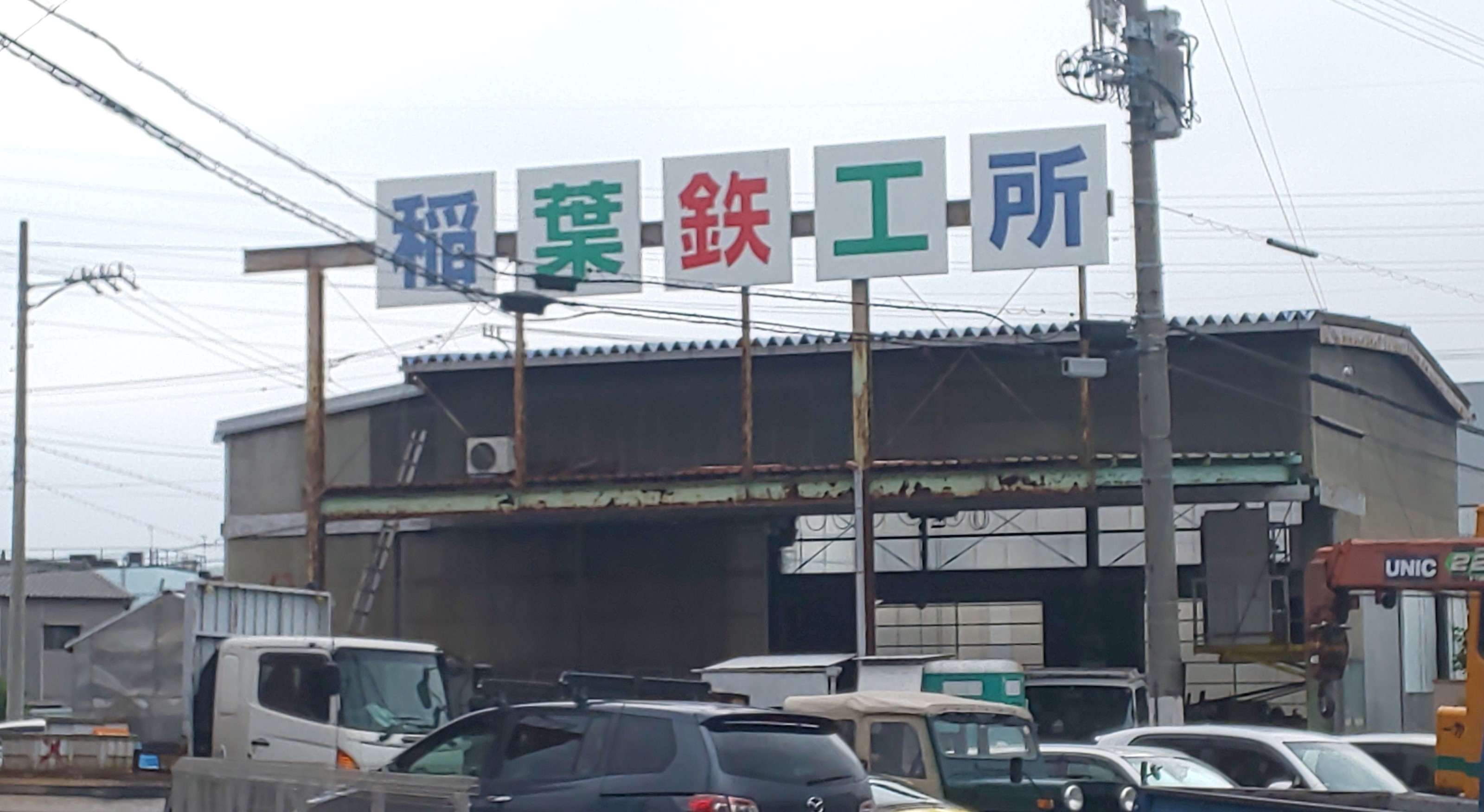
「鉃」の字を使う例

## 存在
基本的に、水素とヘリウム以外の元素は恒星内部での核融合等により生成される。鉄の場合、主に漸近巨星分枝星の内部でのs過程か、または質量が太陽の8～11倍以上ある輝巨星や超巨星の終末期でのケイ素燃焼過程やその後の重力崩壊によって生成される（なお鉄の同位体のうち自然界において最も存在比率が高い鉄56は重力崩壊の際にニッケル56がベータ崩壊して生まれたものである。詳しくは超新星元素合成を参照のこと）。また、鉄より重い元素はおおむね、上述のs過程や、中性子星同士の衝突などによるr過程によって生成される。地球に多くの鉄56や金や鉛などの元素が含まれるという事実は、太陽系が、過去の超新星爆発等の影響の下に形成されたことを示している（太陽系の形成過程については太陽系の形成と進化#形成を参照）。
前述のとおり、地球内部には鉄が多く含まれており（約30 %）、火山（特に溶岩や火山弾）やそれに伴う熱水鉱床などにより、地表にも新たな鉄鉱床が湧出することがある。地磁気も、地球の核で溶融した鉄が地球の自転と異なる速度で回転することによって生じるとされている。
地球の地殻には多くの鉄が含有されている（濃度が約5 %と高い）にもかかわらず、それと接している海水中の鉄は比較的濃度が低い。これは地球の海水中では水酸化鉄(III)として鉄が除かれてしまうためである。なお、地球の海水中の鉄の濃度は一定ではなく、観測船や海水採取器などからの鉄の溶出による汚染を避けてジョン・マーチンが調査した結果、海面近くの表層の海水には少なく、逆に深層の海水には多く含まれる、いわゆる栄養塩型の分布をしていることが判明している。

## 性質
純粋な鉄は白い金属光沢を放つが、イオン化傾向が高いため、湿った空気中では容易に錆を生じ、時間の経過とともに黒ずんだり褐色へと変色したりする。
固体の純鉄は、フェライト（BCC構造）、オーステナイト（FCC構造）、デルタフェライト（BCC構造）の3つの多形がある。911 °C以下ではフェライト、911–1392 °Cはオーステナイト、1392–1536 °Cはデルタフェライト、1536 °C以上は液体の純鉄となる。常温常圧ではフェライトが安定である。強磁性体であるフェライトがキュリー点を超えたところからオーステナイト領域までの770–911 °Cの純鉄の相は、以前はβ鉄と呼ばれていた。
栄養学の立場からみると、鉄は人（生体）にとって必須の元素である。食事制限などで鉄分を欠く時期が続くと、血液中の赤血球数やヘモグロビン量が低下し、貧血などを引き起こす。腸で吸収される鉄は2価のイオンのみであり、3価の鉄イオンは2価に還元されてから吸収される。鉄分を多く含む食品はホウレンソウやレバー、大豆製品などである。ヘム鉄の方が吸収効率が高い。ただし、過剰に摂取すると鉄過剰症になることもある。

### 同位体
自然の鉄の同位体比率は、5.845 %の安定な54Fe、91.754 %の安定な56Fe、2.119 %の安定な57Fe、0.282 %の安定な58Fe からなる。60Feは不安定で比較的短寿命（半減期260万年）なため、自然の鉄中には存在しない。理論的に予測される54Feの二重β崩壊の検出は未確定である。58Feと56Feの原子核は非常に安定（核子1つあたりの質量欠損が大きい）であり、すべての原子核の中でそれぞれ2番目と3番目に安定である（もっとも安定な核種は62Ni）。
しばしばすべての原子核の中で56Feがもっとも安定とされることがあるが、これは誤りである。このような誤解が広まった理由として、56Feの天然存在比が62Niや58Feよりもはるかに高いことに加え、核子1つあたりの質量を比較した場合には56Feが全原子核中で最小となることが挙げられる。中性子の方が陽子よりもわずかに重いため、核子1つあたりの質量が最小となる核種と質量欠損が最大になる核種は一致しない。また、下記のように恒星の核融合の最終生成物が56Feであることを「鉄がもっとも安定であるため」と便宜的に説明されることがあることも誤解を招いていると考えられる。
58Feよりも不安定な56Feのほうが存在比が高い理由は、星の元素合成の過程で質量数が4の倍数の核種がおもに作られるためである。炭素より重い元素は4Heの融合（アルファ反応）によって作られるため、生成する核種の質量数は4の倍数に偏る。太陽質量の4–8倍の質量を持った恒星ではアルファ反応は56Niまで進行するが、次の60Znの原子核は56Niよりも不安定なため、これ以上は反応が進行しない。56Niは2度のβ崩壊を経て56Feを生成するため、恒星の核融合の最終生成物は56Feになる。鉄より重い核種も超新星爆発などであわせて生成するが、その生成プロセスは明確になっていない。

### 鉄の「臭い」
鉄棒などの鉄製品を手に持つと、手に特有の臭いがつく。これは俗に「金属臭」「鉄の臭い」と呼ばれるが、原因は鉄そのものではない（鉄は常温では揮発しない）。研究により、人体の汗に含まれる皮脂分解物と鉄イオンが反応して生じる炭素数7 - 10の直鎖アルデヒド類や1-オクテン-3-オンなどの有機化合物、メチルホスフィン・ジメチルホスフィンなどのホスフィン類がこの臭いの原因であることが確認されている。

### 主な化合物
- 塩化鉄(II) (FeCl2)
- 塩化鉄(III) (FeCl3)
- 酸化鉄(II) (FeO)
- 四酸化三鉄 (Fe3O4)
- 硫化鉄(II) (FeS)
- 硫酸鉄(II) (FeSO4)
- 硫酸鉄(III) (Fe2(SO4)3)
- ヘキサシアニド鉄(II)酸カリウム (K4[Fe(CN)6])
- ヘキサシアニド鉄(III)酸カリウム (K3[Fe(CN)6])

## 鉄の利用と文化

### 用途
道具を作る用材として、石器時代、青銅器時代に続く鉄器時代を形成し、地球人類の文明の基礎を築いた。現在においてももっとも重要、かつ身近な金属元素のひとつで、産業革命以降、ますますその重要性は増している。さまざまな器具・工具や構造物に使われる。炭素などの合金元素の添加により、より硬い鋼となり構造物を構成する構造用鋼などや、工具鋼などの優れたトライボロジー材料にもなる。

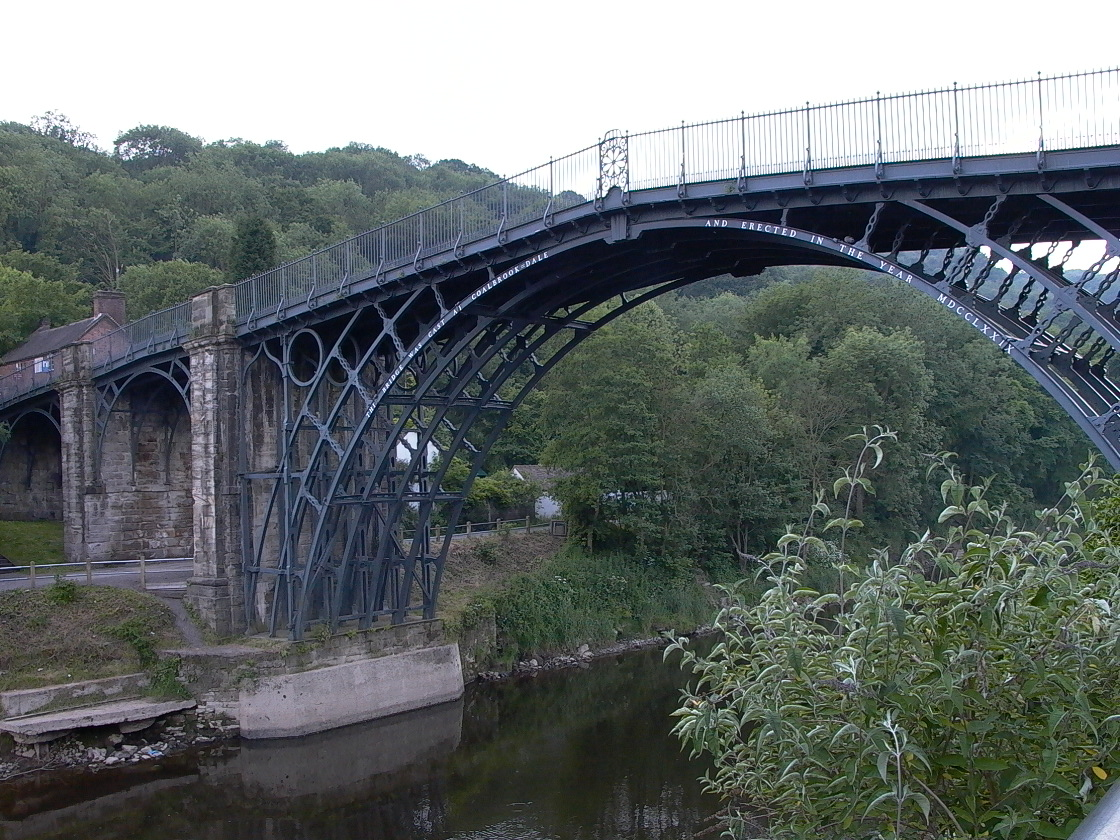
セヴァーン川にかかるアイアンブリッジ。世界初の鉄橋とされる

安価で比較的加工しやすく、入手しやすい金属であるため、人類にとってもっとも利用価値のある金属元素である。特に産業革命以後は産業の中核をなす材料であり、「産業の米」などとも呼ばれ、「鉄は国家なり」と呼ばれるほど、鉄鋼の生産量は国力の指標ともなった。このため、鉄鋼産業には政府のテコ入れも大きく、第二次世界大戦後の世界的な経済発展にも大きく影響している。現在においても工業生産されている金属の大半は鉄鋼であり、鉄を含まない金属は非鉄金属と呼ばれる。
鉄は、炭素をはじめとする合金元素を添加することで鋼となり、炭素量や焼入れなどを行うことで硬度を調節できる、きわめて使い勝手のいい素材となる。鋼は古くから刃物の素材として使われ、ほとんどの機械は鉄鋼をおもな素材とする。さらに鉄鋼は、鉄道レールの素材となるほか、鉄筋や鉄骨、鋼矢板などとして建築物や土木構築物の構造用部材に使われ大量に消費されている。
鉄に炭素とさまざまな微量金属を加えることで、多様な優れた特性を持つ合金鋼が生み出される。鉄とクロム・ニッケルの合金であるステンレス鋼は腐食しにくく強度が高く、なおかつ見た目に美しく比較的安価な合金として知られる。このため、ステンレス鋼に加工された鉄は、液体や気体を通すパイプ、液体や粉体を貯蔵するタンクや缶、流し台、建築資材などにも用いられるほか、鍋や包丁などの生活用具、家電製品、鉄道車両、自動車部品、産業ロボットなど、あらゆる分野に利用されている。
工具鋼は固体材料の中でもっとも強度増幅能力が高く、超硬材料と比べても高い曲げ強度を有するため、不変形特性が重要でかつ加工形状の自由度が要求される金型に多用される。金属材料でもっとも熱膨張係数が低いインバー、最強の保磁力を持つ磁性材料（ネオジム磁石）も鉄含有合金である。ほかにも、鉄化合物はインクや絵具などの顔料として、赤色顔料のベンガラや青色顔料のプルシアンブルーなどとして使われる。
鉄は強い磁性を持つため、不燃物からの回収が容易であり、再利用率も高い。屑鉄として回収された鉄は、電気炉で再び鉄として再生される。

### 文化
西洋占星術や錬金術などの神秘主義哲学では、軍神マルスと関連づけられ、その星である火星を象徴する。これは、古くから鉄が武器の材料として利用されたことや、鉄錆がくすんだ血のような色であることに由来すると思われる（日本の国立天文台による解説では、火星が赤く見えるのは実際に表面の岩石が酸化鉄［赤さび］を多く含むからだとされている）。また、妖精は冷たい鉄を嫌うという伝説があり、ファンタジー小説において魔法的なものとの相性が悪いとされる。また前述のような理由から「鉄」は「強固なもの」の代名詞となり「鉄の○○」などといえば「強固で倒しがたいもの」という比喩となる（例：鉄則、鉄の掟、鉄人、鉄の女、鉄十字、鉄のカーテン、鉄板ネタ）。
一方の日本では、鉄は邪悪なものを取り除く力を持つと考えられていた時代もあった。たとえば『遠野物語』では、怪力の河童を鉄の針で退治する、山中で身の危険を感じた猟師が魔除け用に持っていた鉄の弾を撃つというエピソードがある。
鉄はその用途から、機械や人工物を象徴する元素として用いられることも多い。対する人間・生物の象徴としては、有機化合物の主要元素である炭素（元素記号C）が用いられる。

## 製法

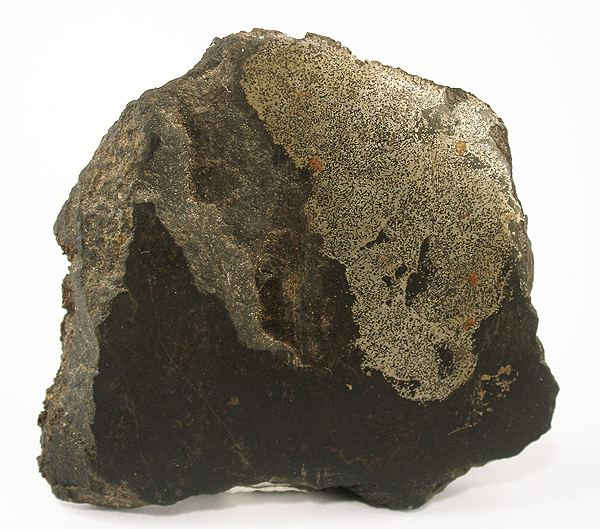
ドイツのアーナタール近郊のビュール休暇村玄武岩採石場で発見された自然鉄。自然鉄は、特殊な玄武岩や隕石（鉄隕石）、塩基性鉱物や石炭層の火災などの還元環境などから見つかる。

### 産出
鉄生産の90％を占める縞状鉄鉱床は、先カンブリア時代に光合成で酸素が大量に発生して、海水中に溶存していたイオン化した鉄が酸化鉄として沈殿し堆積したことにより生み出された。
その他の鉱床は、マグマによって生み出されたマグマ成鉱床とカーボナタイト鉱床、熱水鉱脈のスカルン鉱床など、硫酸泉や炭酸泉に含まれる鉄が地表を流れるうちに酸化して沈殿した沈殿褐鉄鉱鉱床（沼鉄鉱）、風化残留鉱床（ラテライト）、漂砂鉱床（砂鉄）などがある。
鉄鉱石が入手しにくい環境や古代では、世界的に沼鉄鉱が重要な資源であった。コークス高炉の技術が発達すると、それまで使用できなかった石炭と共に採掘される鉄分30%で還元しにくい炭酸鉄鉱（菱鉄鉱）が使用されるようになる。

### 製錬

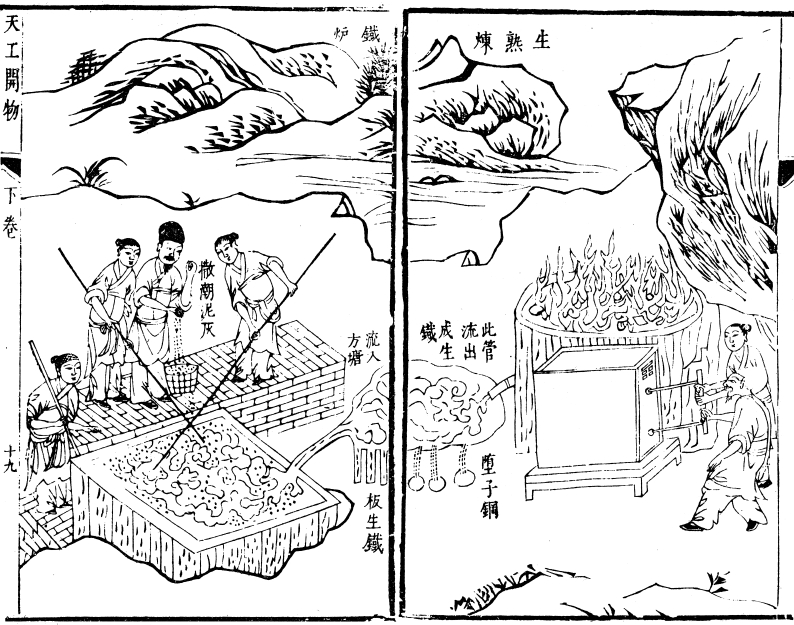
宋応星が著した「天工開物」の1頁。攪拌精錬法（パドル法）による製鉄方法を解説している。このような方法で得られた鉄は錬鉄と呼ばれる。

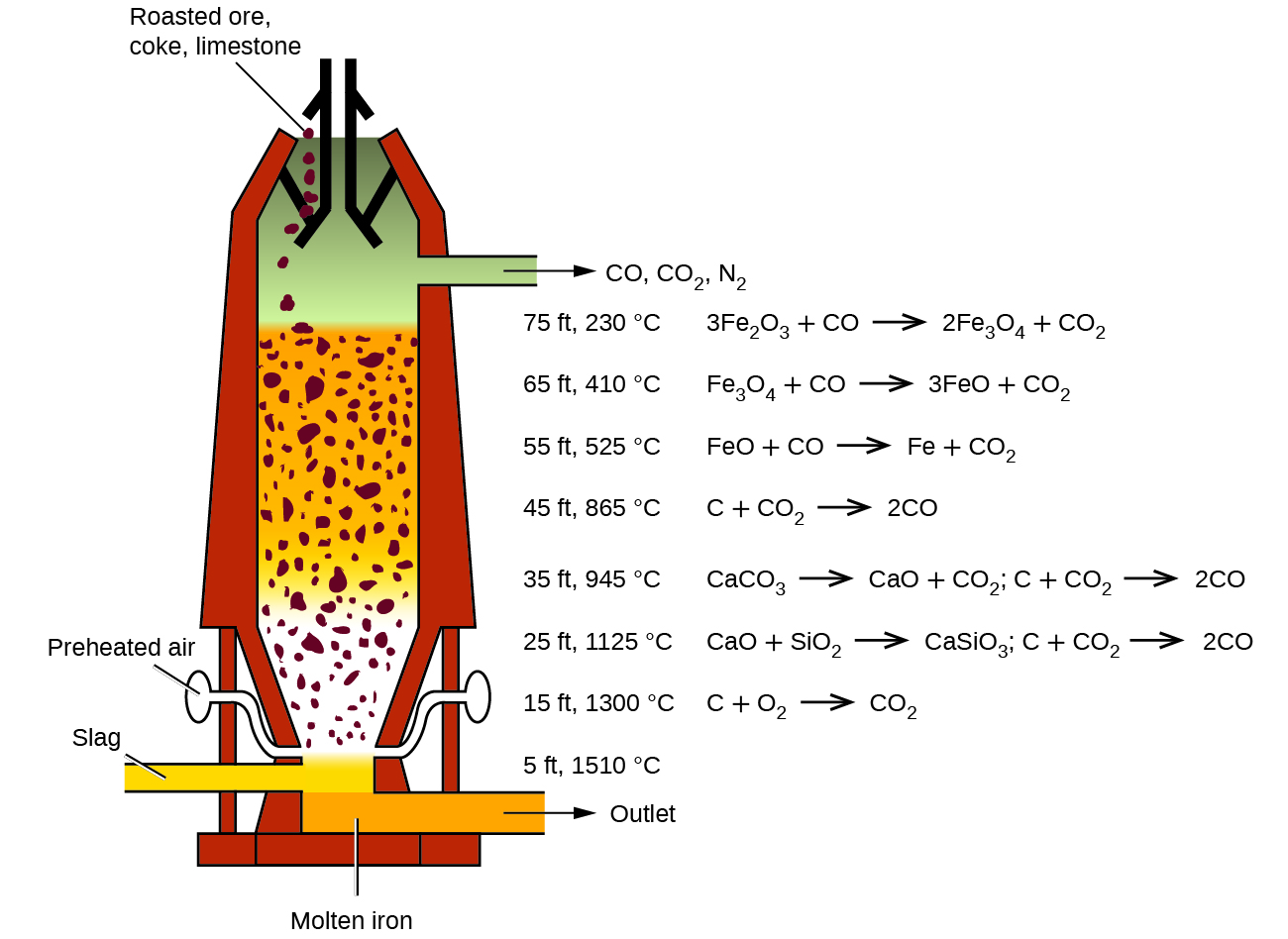
高炉の仕組み。上から鉄鉱石・石炭などの原料を投入し、最終的に溶けだした銑鉄を生産する。

鉄の製錬はしばしば製鉄と呼ばれる。簡単に言えば、鉄鉱石に含まれるさまざまな酸化鉄から酸素を除去して鉄を残す、一種の還元反応である。アルミニウムやチタンと比べて、化学的に比較的小さなエネルギー量でこの反応が進むことが、現在までの鉄の普及において決定的な役割を果たしている。この工程には比較的高い温度（千数百度）の状態を長時間保持することが必要なため、古代文化における製鉄技術の有無は、その文化の技術水準の指標のひとつとすることができる。
製鉄は2つ、もしくは加工まで加えた3つの工程からなる。鉄鉱石とコークスから炭素分の多い銑鉄を得る製銑、銑鉄などから炭素を取り除き炭素分の少ない鋼を作る製鋼、さらに圧延である。製銑には古くは木炭が使われていたが、中国では、前漢時代に燃料として石炭の利用が進み、さらに石炭を焼いて硫黄などの不純物を取り除いたコークスを発明、コークスを使った製鉄が始められた。文献記録としては4世紀の北魏でコークスを使った製鉄の記録がもっとも早い。以来、華北では時代とともにコークス炉が広まり、北宋初期には大半がコークス炉となった。それから1000年以上経ち、森林が減ったことから1620年ごろにイギリスのダッド・ダドリー（Dud Dudley）も当時安価に手に入った石炭を使うことを考えて研究を進めた。石炭には硫黄分が多く、そのままでは鉄に硫黄が混ざり使い物にならなかったため、ダッドは石炭を焼いて硫黄などの不純物を取り除いたコークスを発明し、1621年にコークスを使った製鉄方法の特許を取った。しかし1709年からエイブラハム・ダービー1世が大々的にコークスで製鉄することを始めるまでは、コークスを使った製鉄の使用は少数にとどまっていた。
日本では古来からたたら吹き（鑪吹き、踏鞴吹き、鈩吹き）と呼ばれる製鉄技法が伝えられている。江戸時代に作られた鉄の約8割が菅谷たたらなどの出雲地方の物で、そのほとんどがたたら御三家(鉄師御三家)と呼ばれる櫻井家・田部家・絲原家が作ったものである。現在では島根県安来市の山中奥出雲町などの限られた場所で、日本刀の素材製造を目的として半ば観光資源として存続しているが、それと並存し和鋼の進化の延長上にもある先端的特殊鋼に特化した日立金属安来工場がある。
韮山反射炉などの試行はあったが、鉄鉱石を原料とする日本の近代製鉄は1858年1月15日（旧暦1857年（安政4年）12月1日）に始まったと言われ（橋野高炉跡）、幕末以降欧米から多数の製鉄技術者が招かれ日本の近代製鉄は急速に発展した。現在の日本では、鉄鉱石から鉄を取り出す高炉法とスクラップから鉄を再生する電炉法で大半の鉄鋼製品が製造されている。高炉から転炉や連続鋳造工程を経て最終製品まで、一連の製鉄設備が揃った工場群のことを銑鋼一貫製鉄所（もしくは単に製鉄所）と呼び、臨海部に大規模な製鉄所が多数立地していることが、日本の鉄鋼業の特色となっている。日本では電炉法による製造比率が粗鋼換算で30 %強を占める。鉄が社会を循環する体制が整備されており、鉄のリサイクル性の高さと日本における鉄蓄積量の大きさを示している。鉄スクラップは天然資源に乏しい日本にとって貴重な資源であり、これをどう利用するかが、注目されるべき課題とされている。
なお第二次世界大戦後には高炉内壁の磨耗を調べるため、使用する耐火煉瓦に放射性物質コバルト60を混入し、産出する鉄製品の放射線量を測定する手法が用いられていたが、これらの鉄は微量な放射線を測定する現場など放射線の影響を排除したい環境に不向きであるため、戦前に生産された放射能を持たない鉄が求められるケースがある。大戦時に建造された軍艦がおもな供給源であり、日本では陸奥から回収した「陸奥鉄」が有名である。1970年代からは高炉内に直接センサーを設置して摩耗状態を計測する手法が取られており、産出される鉄も放射線計測での利用に問題無いレベルになっている。

### 新製鉄法

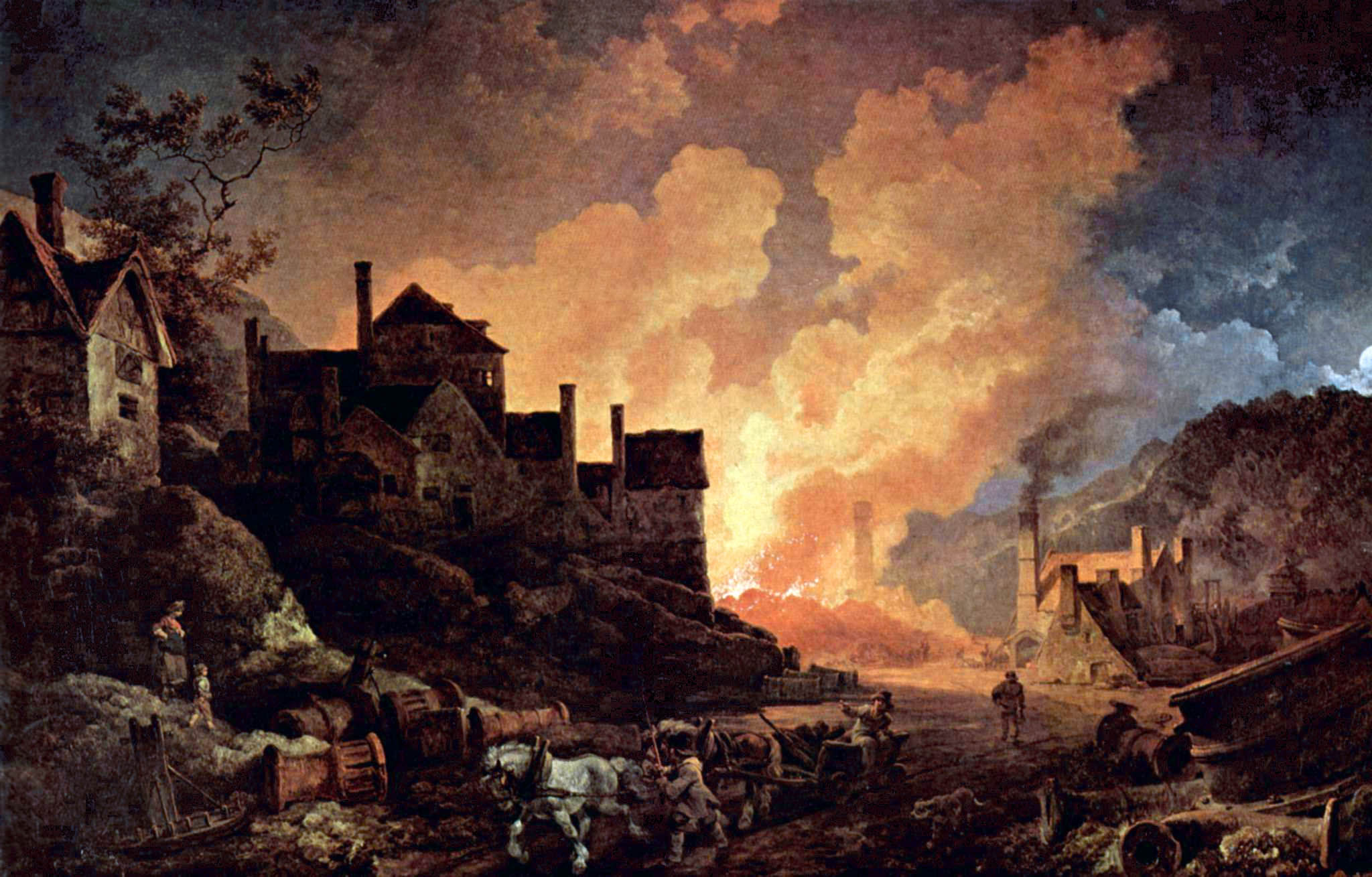
イギリスのコークス炉を用いた製鉄工場の絵。フィリップ・ジェイムズ・ド・ラウザーバーグ画（1801年）

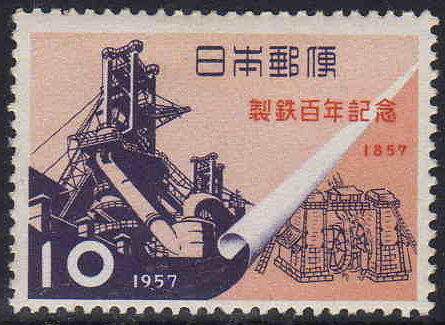
製鉄百年記念切手（日本）

#### 高炉法の問題点
従来の高炉法の場合、下記の欠点があった。
- 銑鉄を製造するだけでも高炉のほかにコークス炉（石炭を乾留）・焼結炉が必要であり、また反応速度も8時間かかり、巨大設備投資が必要なわりに生産量が少ない。
- コークスを製造できる石炭は石炭の中のごく一部である粘結炭（原料炭）だけであり、もともと価格が高かった。近年、資源メジャーによる原料炭鉱山の買い占めのため、単年度で原料炭価格が2倍に上昇するなど大きなコスト上昇要因となっている。高炉法に羽口からの非粘結炭（一般炭）吹き込みを併用しても、価格の安い一般炭の使用比率は全石炭使用量の25–30 %程度が限界である。
- 鉄鉱石価格は塊鉱石が高価で粉鉱石が安価であるが、高炉で粉鉱石を使う場合、焼結炉で塊に焼き固めなければならない。その結果、焼結炉が必要で焼結工程で燃料を消費してコストがかかるのみならず二酸化炭素を発生させてしまう。
- 酸素濃度を多少増やす工夫もされているが、基本は空気を吹き込む製鉄法である。反応速度が遅いほか、C1化学の立場からは製鉄排ガスに窒素が混入することが、製鉄排ガスの化学工業的・商業的価値を落とし、製鉄排ガス（合成ガス）を原料とした大規模な自動車燃料合成、燃料自給率向上を妨げているとの批判もある。

#### 溶融還元製鉄法
課程
まず溶融還元炉で粉状の一般炭を酸素吹きで燃焼させる。高温の一酸化炭素ガスを発生させ、予備還元した粉鉄鉱石を一気に還元し溶かして溶けた銑鉄を作る。溶融還元炉を出た一酸化炭素ガスは流動床、回転炉、シャフト炉で鉄鉱石を予備還元する。予備還元炉を出た一酸化炭素ガスは石炭乾燥空気の加熱などを経て、発電やスラブの再加熱、化学原料などに使用される。

利点
- コークス炉、焼結炉が不要で、反応速度が速く比較的小さな溶融還元炉で大きな生産能力を持つために製鉄所新設の設備投資が高炉法より安くつく。
- 一般炭は100 %使用可能なため、資源メジャーの原料炭値上げで大損を出さなくて済む。製鉄だけなら半無煙炭など炭素含有量の高い石炭を使えば投入原単位を節約できるが、副生ガスを化学工業原料として販売できる立地なら、より安価な高揮発分石炭でガス産出を増やすこともできる。
- 予備還元炉の一部に流動床か回転炉を使えば、安価な粉鉱石も使える。
- 酸素製鉄の場合、発生する還元ガスである一酸化炭素に窒素が混入しないため、燃料としてもカロリーが高いばかりでなく、C1化学の出発原料である合成ガスとして活用できる。日本の製鉄石炭消費は年間1億トンに及び、その排ガスを活用してフィッシャー・トロプシュ法で軽油を生産したり、メタノールを生産した場合数千万トンの自動車燃料を自給できる可能性があると言われている。
- 鉄ガス併産・化学とのコプロダクション。

課題
- 日米欧とも上流設備は過剰気味である。日米欧とも鉄鋼需要は大きな成長はない。需要の増大している中国、インドでは国産鉄鋼の価格が安く、冷延鋼板より上流の製品では日米欧製品は価格が高すぎて売れないため、日本鉄鋼メーカーの設備投資は亜鉛、錫メッキ鋼板設備など下流高級用途に集中している。中国では熱効率が悪く二酸化炭素排出が多い中小高炉が乱立する様相を示しており、地球環境の視点からは、製鉄企業の適正な合併指導と新製鉄法の技術供与が望まれるが、それは中国・インド産鋼鉄の価格競争力を高め、日本産鉄鋼の価格競争力が地盤沈下するブーメラン効果の原因ともなりうる。
- 鉄鋼会社が溶融還元法に転換すると、現在コークスを鉄鋼企業に納品している企業はコークス炉の経営が立ち行かなくなる。そのため、現在稼動中のコークス炉が40年の寿命を迎える2015年まで溶融還元製鉄の導入は困難と見られていたが、昨今の原料炭価格の急激な上昇、韓国浦項総合製鉄の溶融還元製鉄炉操業開始など、切り替えの前倒しが必要になるかもしれない事象が起きている。
- 技術的には酸化鉄による炉壁の溶損の解決が課題のひとつのようである。
- 酸素製鉄法は膨大な酸素を消費する。東京湾・伊勢湾・大阪湾のような液化天然ガスの大消費地であれば液化天然ガスの冷熱利用で低コストに酸素を量産できる可能性があるが、そうでない場合、空気の分留によって酸素を製造するのに多大な電力を消費する。

炭材内装塊の高速自己還元技術
粉炭と粉鉱石を加熱成型した塊を高炉に装填した場合、コークスと塊鉱石を交互装填した場合の5倍の速さで還元反応が進む。また同様の混合ペレットを溶融還元炉に使用した場合、炉壁溶損原因となるFeOの溶出が3 %で済む。回転炉によるITmk3法も後述のフロートスメルター法も同技術を使用している。
フロートスメルター法
粉炭に窪みを作り、粉炭と粉鉱石と石灰を混合したものを窪みに充填し、周囲の石炭を燃焼して加熱する。
50万トン/年規模の小型プラントに適する。炭素の酸化発熱は炭素＞一酸化炭素より一酸化炭素＞二酸化炭素の発熱量が大であり、石炭をCO2まで酸化することで石炭の使用原単位が減り、CO2の半減効果が得られる。ただし、発生するガスは二酸化炭素であるため化学合成には使えない。
電解精製法
原料を溶解し、電気分解により純鉄を得る方法で、乾式と湿式に分かれる。合金の素材や薬品の原料等、鋼鉄や錬鉄、鋳鉄では代用できない高純度の鉄を得るために行われる。

### 鉄鋼生産の規模
| 順位 | 国             | 粗鋼生産量（万トン） |
| ---- | -------------- | -------------------- |
| 1    | 中国           | 90000                |
| 2    | 日本           | 10000                |
| 2    | インド         | 10000                |
| 4    | アメリカ合衆国 | 8161                 |
| 5    | ロシア         | 7134                 |
| 6    | 大韓民国       | 7103                 |
| 7    | ドイツ         | 4326                 |
| 8    | トルコ         | 3752                 |
| 9    | ブラジル       | 3437                 |
| 10   | イタリア       | 2407                 |

- 世界全体では、18.1億トンの粗鋼が生産されている（2018年[29]）。
- 日本の鉄鋼業における従業者数は19.6万人であり、日本全体では10466万トンの粗鋼が生産されている（2017年）。
- 日本の鉄鋼業は、主原料の鉄鉱石・原料炭を全量海外から輸入している。また、鉄鋼製品の国内物流（一時輸送量）としては、船舶による海上輸送が4200万トン、トラックおよび鉄道による陸上輸送が2200万トンとなっている（2018年）。

## 鉄利用の歴史

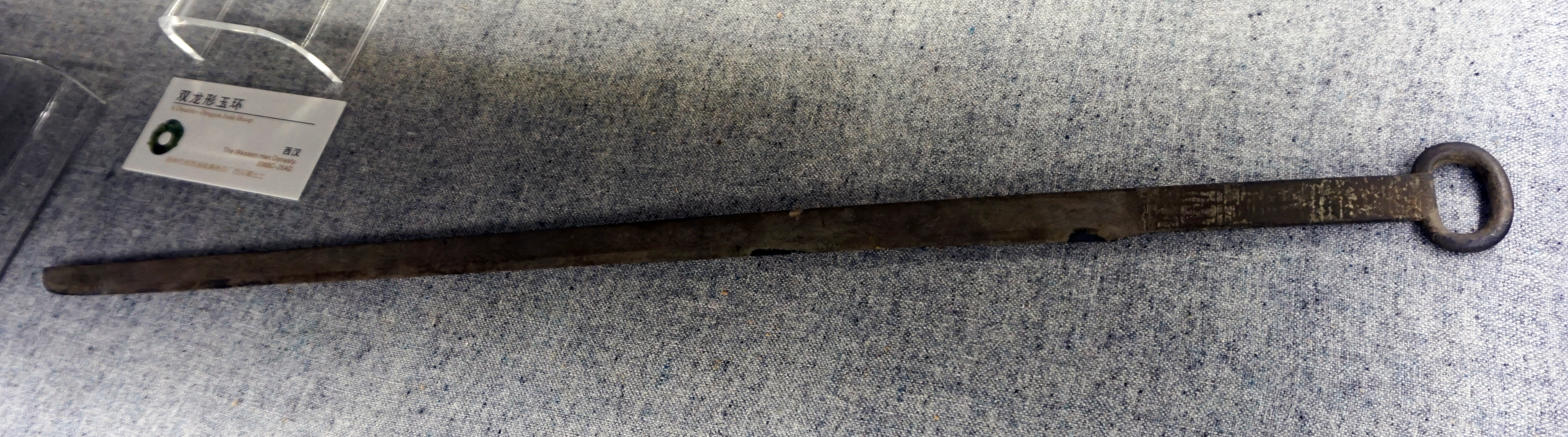
鉄で作られた中国・漢代の刀（環首刀）、激しく腐朽している

### 古代
人類が鉄を発見したのは隕石によってとされており、ニッケルを多く含むものは鍛造が可能であった。古代エジプトで紀元前3000年頃に製作された隕石製とみられる鉄環首飾りが発見されている。メソポタミアでは紀元前3300年から紀元前3000年ごろのウルク遺跡から鉄片が見つかっている。カマン・カレホユック遺跡やアラジャホユック遺跡、紀元前20–18世紀ごろのアッシリア人の遺跡からも当時の鍛鉄が見つかっている。
地球上で自然界に存在する鉄は酸化しているため還元する必要があった。紀元前1700年頃のヒッタイトではバッチ式の炉を用いた鉄鉱石の還元とその加熱鍛造という高度な製鉄技術により鉄器文化を築いたとされる。トロイ戦争でのヒッタイトの敗北により製鉄技術はヨーロッパ全土に広がった。
鉄は錆びて土に還ってしまうため古代の歴史的な遺物で鉄製のものはあまり残っていない。

### ヨーロッパ

#### 中世
ヨーロッパでは14世紀になっても鉄の生産は鍛造で行われていた。鉄の鋳造は14世紀以降にようやく行われるようになった。鉄の鋳造技術は中国で発明されたといわれているがヨーロッパに伝わらなかった原因は当時の鉄がチルと呼ばれる硬くて脆い鋳鉄だったためともいわれている。ヨーロッパでは産業革命がある18世紀まで鋳鉄は硬くて脆いものとされていたため鍛造の鉄が重宝された。

#### 近世
鉄を生産しているところでは森林破壊が深刻で、16世紀に鉄の生産が増加したイギリスの製鉄の中心地だったウィールドでは17世紀末になると生産量が盛時だった17世紀前半の半分以下まで落ち込み、18世紀半ばには10分の1まで減少した。18世紀後半にはダービーでコークスを使った精錬が始まる。コークスは石炭を蒸し焼きにしたもので、不純物が少なく鉄の精錬に使うことができ、火力も強かった。コークスの発明により木材資源の心配がなくなり、鉄の生産量も増加した。

### 中国
青銅の鋳造技術はメソポタミアにはあったが、鉄の鋳造技術は紀元前7世紀頃の中国で開発された。鉄の鋳造は可能となったものの、それは黒鉛を含有しないチルと呼ばれる硬くて脆い鋳鉄だった。紀元前470年頃にはそれを約900〜1000度の酸化鉄内で3日間加熱して白心可鍛鋳鉄にする技術があったという研究もある（歴史的には1772年にフランスのルネ・レオミュールが発明したとされている）。
チンギス・カンらの宮殿や歴代皇帝の霊廟とされるモンゴルのアウラガ遺跡から出土した棒状鉄材の化学分析や顕微鏡観察の結果、硫黄の含有量 0.52%、銅のそれ 0.45%と非常に高く、中国山東省の金嶺鎮鉱山の鉄鉱石に近いことがわかった。モンゴル内地に鉄産地はほとんどなく、鉄の供給源として重視した可能性があるという。

### 日本

#### 古代・中世前期
青銅器と鉄器とは紀元前3世紀ごろ、ほぼ同時期に日本へ伝来し、朝鮮半島より輸入され国内へ広まったと考えられていた。
赤井手遺跡（福岡）の鉄工房跡から紀元前10世紀頃の鉄素材が出土。
曲り田遺跡（福岡）で紀元前4世紀の鍛造の板状の鉄器が出土。
舟木遺跡（淡路）で紀元前3世紀の鍛治工房4棟が発掘されている。　
青銅および青銅器は紀元前1世紀ごろより日本で作られるようになった。
鉄器製作は、弥生時代後期後半（1–3世紀）ごろより開始された（北部九州のカラカミ遺跡（壱岐市）や備後の小丸遺跡（三原市））。朝鮮半島で製鉄した鉄素材を入手し鍛鉄を行ったが、製鉄もこの頃より始まったとする研究もある。
6世紀には、出雲地方や吉備で、製鉄が広く行われるようになった。鞴を使い、製鉄炉の作り方は、朝鮮半島からの導入と推定されている。当初の原料は主に鉄鉱石を採掘した。ただし採掘地は限られ、産量も豊富ではなく、その後も、朝鮮半島から鉄素材の入手を続けた。総社市の千引かなくろ谷遺跡は6世紀後半の製鉄炉跡4基、製鉄窯跡3基が見つかっている。
日本の製鉄法はある時期以降は「たたら」と呼ばれる特徴ある鋼塊炉（bloomery）を用い、直接製鉄法を用いるようになリ、国内各地で安定して自給生産可能となった。
古代、中世においては露天式の野だたら法が頻繁に行われていたが、16世紀中葉より全天候型で送風量を増加した永代たたら法に発展した。この古代以来の日本独自のたたら製鉄法では、玉鋼や包丁鉄といった複数の鉄が同時に得られるために、それがのちの日本刀を生み出す礎となった。
出雲は古代より一貫して日本全国に鉄を供給し、現在でも出雲地方にその文化の名残が認められ、日立金属などの高級特殊鋼メーカーへと変貌を遂げている。
養老律令の規定では鉄や銅の採取活動に関しては官による採取が優先されるが、民間による採取を否定したものではなかった（雑令国内条）。これは唐代の令の規定を日本に導入したと考えられる（ただし、宋に入ると民間による採取を禁じる方針に変更されていくことになる）。また、生産に関しても蝦夷と近接する東辺・北辺での鉄の生産を規制する規定は存在していた（関市令弓箭条）が、他に規制の存在をうかがわせる史料は見つかっていない。また、調として鉄や鍬の貢納が指定されていたり、国司が武器や鉄器の原料として民間との間で鉄の交易を図っていたことを示す正税帳の記述もあり、国家による徴収・再分配・放出とは別に民間における鉄のある程度の生産・流通が存在し、王臣家や中小生産者など幅広い層が担っていた。律令国家においては国が生産・流通を支配していたとする官営工房論が存在しているが、当時の文献や古記録からは国家による鉄や鉄製品の生産・流通の独占管理が行われていた事を示すものは無く、（価格の問題はあるものの）一般に対価さえ支払えば鉄や鉄器の購入が可能であったと考えるのが適切である。
農具が鉄器で作られるようになると、中世初期の日本の貴族は鉄の所有権を通して遠隔地にある荘園を管理した。農地の開拓は進んだ。鉄製の農機具は朝に農民が借りて荘園を耕し夕方には洗って返す決まりになっていた。農民の私有地の耕作には借りられなかった。。
11世紀ごろより鉄の生産量が増えると、鉄が安価に供給されるようになった。だから農民が鉄の農機具を持て、開墾が進んだ。

#### 中世後期・近世

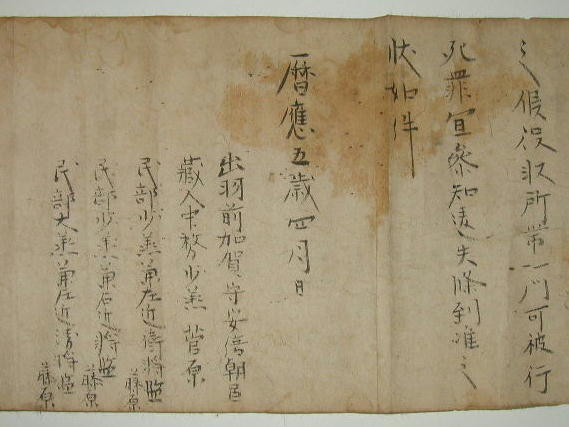
暦応5年（1342年）鋳物師の認可状巻末。

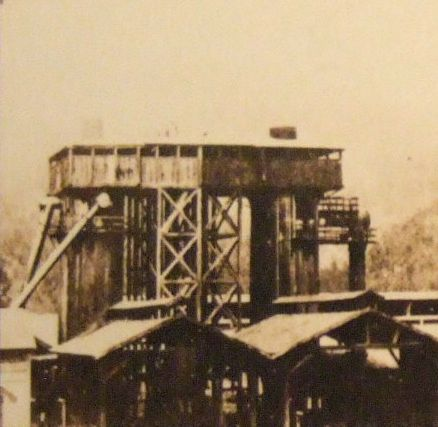
釜石鉱山田中製鉄所。1894年にここから日本初のコークス銑が生まれた。

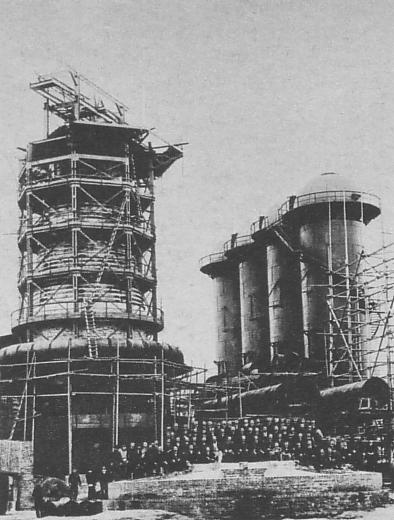
官営八幡製鉄所は1901年に操業開始。

戦国時代にあった日本では、1550年代ごろに銃器の生産が普及した。鉄の技術者は鍛冶師、鋳物師と呼ばれた。たたら製鉄も永代たたらに移行して、歩止まりのいい砂鉄が採れる中国地方や九州地方への産地の集中が進んだ。
当時、鉄の精錬には木炭が使われた（ただし、宋代以降の中国においては石炭の利用が始まる）。当時は日本では森林資源と砂鉄が多かったらしい。
中世後期から江戸時代にかけて、刀剣は長崎から中国やヨーロッパに輸出された（ヨーロッパ各地の博物館で当時の貴族たちが収集した日本刀を見られる）明は一貫して日本との貿易を禁じる政策をとってきたが、鄭若曽の『倭好』には倭寇が好んだ「鉄鍋」が挙げられ、謝杰の『虔台倭纂』には「鉄鍋重大物一鍋価至一両銭、重古者千文価至四両、小鍋曁開元永楽銭二銭、及新銭不尚也」（上巻「倭利」）として記し、日本人が小鍋でも永楽銭2銭を出して手に入れようとしたことが記されている。これについて、太田弘毅は16世紀に西日本、特に倭寇とのつながりが強い瀬戸内海沿岸や九州に新興の日本刀産地が発生していると指摘し、戦国時代に増大する日本刀需要（軍事的、あるいは密輸出用として）を賄うために中国から鉄鍋などの中古の鉄を獲得したと論じる。また、16世紀の明の人で倭寇事情を調べるために日本を訪れて帰国後に『日本一鑑』を著した鄭舜功によれば、「其鉄既脆不可作、多市暹羅鉄作也、而福建鉄向私市彼、以作此」（巻二「器用」）と述べて日本の鉄砲に使われていた鉄がシャムや福建からの密輸品（収奪を含む）であったことを指摘している。佐々木稔らによる日本産の鉄砲などに用いられた鉄の化学分析によれば、日本の砂鉄には含まれていない銅やニッケル、コバルトなどの磁鉄鉱由来成分の含有が確認されており、佐々木は近世以前の日本国内において磁鉄鉱の鉱床開発が確認できない以上、国外から輸入された銑鉄などが流通していたと考えざるを得ないと指摘する。
壊れた鉄製品を修復する需要があり、鉄の加工技術は日本各地で一般化していった。鍛接・鋳掛けのほかにも、金属の接合にはろう付け・リベットが使われた。
鋳物業の盛んな富山県高岡市にも鋳物師の伝統である高岡銅器があり、この地域には古い技術がよく伝承されている。現在でもYKK、新日軽といった金属加工関係の大企業の工場が富山県に多くあるのはこの伝統と無縁ではない。江戸幕末には、艦砲を備えた艦隊の武力を背景に開国を迫る西洋に対抗するために、大砲鋳造用の反射炉が各地に建造された（韮山反射炉などが挙げられる）。これらは明治時代になるとより効率のいい高炉にとって代わられた。
日本における近代鉄鋼業は、岩手県釜石より始まる。この地に建設された我が国初の官営製鉄所が1880年（明治13年）9月に操業を開始。しかし木炭供給の不足により僅か97日で操業を停止する。木炭供給の問題を解決し、1882年（明治15年）3月に操業を再開するが、今度は技術的な問題が起こり再開後196日で再び停止。同年12月に釜石鉱山及び製鉄所の廃止が決定した。
その後、東京の田中長兵衛が廃止された鉱山と製鉄所を引き受け、48回の失敗の後、1886年ついに製鉄に成功。1887年（明治20年）7月に釜石鉱山田中製鉄所を設立した。1894年には我が国初のコークス銑製造にも成功。この年の釜石製鉄所の生産高は日本全体の65％に達した。また1901年の官営八幡製鉄所操業開始の際には、釜石製鉄所より熟練の技師が派遣されている。

## 生体内での利用

### 鉄分の役割
鉄の生物学的役割は非常に重要である。赤血球の中に含まれるヘモグロビンは、鉄のイオンを利用して酸素を運搬している。ヘモグロビン1分子には4つの鉄（Ⅱ）イオンが存在し、それぞれがポルフィリンという有機化合物と錯体を形成した状態で存在する。この錯体はヘムと呼ばれ、ミオグロビン、カタラーゼ、シトクロムなどのタンパク質にも含まれる。ヘモグロビンと酸素分子の結合は弱く、筋肉のような酸素を利用する組織に到着すると容易に酸素を放出することができる。
フェリチンは鉄を貯蔵する機能を持つタンパク質ファミリーである。その核は鉄（Ⅲ）イオン、酸化物イオン、水酸化物イオン、リン酸イオンからなる巨大なクラスター（オキソヒドロキソリン酸鉄）で、分子あたり4500個もの鉄イオンを含む。
| タンパク質名      | 1分子中の鉄原子数 | 機能                                      |
| ----------------- | ----------------- | ----------------------------------------- |
| ヘモグロビン      | 4                 | 血液中のO2輸送                            |
| ミオグロビン      | 1                 | 骨格筋細胞中のO2貯蔵                      |
| トランスフェリン  | 2                 | 血液中のFe3+輸送                          |
| フェリチン        | 4500以下          | 肝臓、脾臓、骨髄などの 細胞中でのFe3+貯蔵 |
| ヘモシデリン      | 103 - 104         | Feの貯蔵                                  |
| カタラーゼ        | 4                 | H2O2の分解                                |
| シトクロムc       | 1                 | 電子移動                                  |
| 鉄-硫黄タンパク質 | 2 - 8             | 電子移動                                  |

### 鉄分の吸収
肉や魚のミオグロビンやヘモグロビンに由来するポルフィリンと結合した鉄はヘム鉄（おもに動物性）と呼ばれ、非ヘム鉄（おもに植物性）と比較して2–3倍体内への吸収率が高い。非ヘム鉄はビタミンCと一緒に摂取すると、水溶性の高いFe2+に還元されて体内への吸収が促進されるが、玄米などの全粒穀物に含まれるフィチン酸、お茶や野菜類に含まれるポリフェノールなどは非ヘム鉄の吸収を阻害する。肉に含まれるヘム鉄は発がん性のあるニトロソアミンの生成を促し、さらに加工肉では亜硝酸ナトリウムや硝酸ナトリウムがこれを生成する。

### 鉄分の吸収抑制による抗菌作用
ヘプシジンは肝臓で産生される一種のペプチドホルモンであり、鉄代謝の制御を行っている。ヘプシジンは腸からの鉄の過剰な吸収を抑制する作用を有する。ヘプシジン産生障害は鉄過剰症を引き起こす。多くの病原体はその増殖に多量の鉄を要するため、ヘプシジンが血清鉄濃度を低下させることは炎症の原因となる菌の増殖を抑制して抗菌作用も発揮することになる。
ラクトフェリンは、母乳・涙・汗・唾液などの外分泌液中に含まれる鉄結合性の糖タンパク質である。ラクトフェリンは、強力な抗菌活性を持つことが知られている。グラム陽性・グラム陰性に関係なく、多くの細菌は生育に鉄が必要である。トランスフェリンと同様、ラクトフェリンは鉄を奪い去ることで、細菌の増殖を抑制する。

### 鉄分の不足
ヒトの場合、ヘモグロビンの原料である体内の鉄分が不足すると、ヘモグロビンが十分に合成できないため酸素の運搬量が不足し、鉄欠乏性貧血を起こすことがある。また鉄不足は疾病リスクの上昇につながることが示唆されてきており、鉄分を充分に補充する必要がある。鉄分は、豚の血液などから作られるヘム鉄の経口鉄剤（サプリンメント）、レバーやホウレンソウなどの食品に多く含まれ、そのほかに鉄分を多く含む食品は、海苔、ゴマ、パセリ、アサリ、シジミなどである。これらを摂取することで鉄分の不足が改善される。
2016年のWHOの調査では、妊婦の40％以上で鉄分が不足しており、世界全体で３分の１に不足が見られることから、もっとも身近な栄養失調である。女性は、特に月経によって鉄分が失われる傾向にある。そのほかの要因として、持久力を使うスポーツ、菜食主義の生活、頻繁な献血によっても鉄分が不足しやすいほか、腎臓病やセリアック病などの病気によっても不足しやすい。鉄分が少ないと、疲労感、脱力感、息切れ、めまいなどを引き起こすほか、胎児の脳の発達に影響する可能性がある。また、子供の発育や社交性などにも影響が出る。
植物と海での鉄不足
鉄の溶解度が小さい土壌で育てられる植物などでは、鉄吸収が不足することで植物の成長が止まり黄化することがある。この症状は、土壌に水溶性型の鉄肥料を与えるなどすると一時的に改善されるが、植物中に含まれる鉄量が増えるわけではなく、ビタミンAの含有量が増えることが分かっている。したがって、鉄肥料を与えることは植物中の鉄分ではなくビタミンAを増やすことに役立つ。植物の鉄欠乏を長期的に改善するには、土壌に大量の硫黄を投入するなどして、土壌質を変える必要がある。なお陸上植物に限らず、藻類も微量の鉄を必要とする。

### 鉄分の過剰
一方で、過剰な鉄の摂取は生体にとって有害である。ヒトでは食生活の問題による鉄の蓄積（アフリカ型鉄過剰症など）や、度重なる輸血による鉄の蓄積などが知られている。自由な鉄原子は過酸化物と反応しフリーラジカルを生成し、これがDNAやタンパク質、および脂質を破壊するためである。細胞中で鉄を束縛するトランスフェリンの量を超えて鉄を摂取すると、これによって自由な鉄原子が生じ、鉄中毒となる。余剰の鉄はフェリチンやヘモジデリンにも貯蔵隔離される。過剰の鉄はこれらのタンパク質に結合していない自由鉄を生じる。自由鉄がフェントン反応を介してヒドロキシラジカルなどの活性酸素を発生させる。発生した活性酸素は細胞のタンパク質やDNAを損傷させる。活性酸素が各臓器を攻撃し、肝臓には肝炎、肝硬変、肝臓がんを、膵臓には糖尿病、膵臓癌を、心臓には心不全を引き起こす。脂肪肝においては、血清フェリチンの増加がしばしばみられ、脂肪肝の中でも非アルコール性脂肪性肝炎（NASH）を含んだ非アルコール性脂肪性肝疾患では、肝組織内の鉄の過剰が肝障害の増悪因子と考えられている。ヒトの体には鉄を排出する効率的なメカニズムがなく、粘膜や粘液に含まれる1–2 mg/日程度の少量の鉄が排出されるだけであるため、ヒトが吸収できる鉄の量は1–2 mg/日程度と非常に少ない。しかし血中の鉄分が一定限度を超えると、鉄の吸収をコントロールしている消化器官の細胞が破壊される。このため、高濃度の鉄が蓄積すると、ヒトの心臓や肝臓に恒久的な損傷が及ぶことがあり、致死性の中毒症状を発症する。

### 鉄分の許容量
米国科学アカデミーが公表しているDRI指数によれば、ヒトが1日のうちに許容できる鉄分は、大人で45 mg、14歳以下の子どもは40 mgまでである。摂取量が体重1 kgあたり20 mgを超えると鉄中毒の症状を呈する。鉄の致死量は体重1 kgあたり60 mgである。6歳以下の子どもが鉄中毒で死亡するおもな原因として、硫酸鉄を含んだ大人向けの錠剤の誤飲である。
なお、遺伝的な要因により、鉄の吸収ができない人々もいる。第六染色体のHLA-H遺伝子に欠陥を持つ人は、過剰に鉄を摂取するとヘモクロマトーシスなどの鉄分過剰症になり、肝臓あるいは心臓に異変をきたすことがある。ヘモクロマトーシスを患う人は、白人では全体の0.3–0.8 %と推定されているが、多くの人は自分が鉄過剰症であることに気づいていないため、一般に鉄分補給のための錠剤を摂取する場合は、特に鉄欠乏症でない限り、医師に相談することが望ましい。

### 鉄の許容上限摂取量
鉄の過剰摂取による臓器への鉄の沈着は種々の慢性疾患の発症リスクを高めるため耐容上限量が設定されている。日本で定める耐容上限量は15歳以上の男性が一律に50 mg/日、女性が40 mg/日である。耐容上限量を算出するため、二重盲検試験において、非ヘム鉄（フマル酸鉄）を60 mg/日のグループと、ヘム鉄と非ヘム鉄混合を18 mg/日（豚血液由来 ヘム鉄2 mg/日＋フマル酸鉄16 mg/日）グループと、 偽薬投与グループに分けて試験した結果、非ヘム鉄投与グループは他群と比較して便秘や胃腸症状などの健康障害の有訴率が有意に高かった。また、南アフリカのバンツー族で、バンツー鉄沈着症という病気が発生したが、 これは鉄を大量に含むビールの常飲や、鉄鍋由来の鉄により 鉄摂取量が50–100 mg/日となったためだと考えられ、バンツー鉄沈着症は鉄摂取量がおよそ100 mg/日を超えると発生すると推定される。そのことから算出した日本での耐容上限量は、15歳以上男性に対する耐容上限量を一律に50 mg/日とし、女性は体重差を考慮し15歳以上一律に40 mg/日とした。また、アメリカ・カナダの食事摂取基準では、二重盲検試験から算出した耐容上限量で、男女とも成人の鉄の耐容上限量を一律に 45 mg/日としている。また、FAO/WHOは暫定耐容最大1日摂取量（provisional maximal tolerable intake）を0.8 mg/kg 体重/日と定めているが、根拠は不明である。

### 鉄分の推奨量
| 性 別            | 男 性           | 男 性  | 男 性  | 男 性       | 女 性           | 女 性    | 女 性           | 女 性    | 女 性  | 女 性       |
| 年齢等           | 推定平均 必要量 | 推奨量 | 目安量 | 耐容 上限量 | 月経なし        | 月経なし | 月経あり        | 月経あり | 目安量 | 耐容 上限量 |
| 年齢等           | 推定平均 必要量 | 推奨量 | 目安量 | 耐容 上限量 | 推定平均 必要量 | 推奨量   | 推定平均 必要量 | 推奨量   | 目安量 | 耐容 上限量 |
| ---------------- | --------------- | ------ | ------ | ----------- | --------------- | -------- | --------------- | -------- | ------ | ----------- |
| ０～５（月）     | -               | -      | 0.5    | -           | -               | -        | -               | -        | 0.5    | -           |
| ６～11（月）     | 3.5             | 5      | -      | -           | 3.5             | 4.5      | -               | -        | -      | -           |
| １～２（歳）     | 3               | 4.5    | -      | 25          | 3               | 4.5      | -               | -        | -      | 20          |
| ３～５（歳）     | 4               | 5.5    | -      | 25          | 3.5             | 5        | -               | -        | -      | 25          |
| ６～７（歳）     | 4.5             | 6.5    | -      | 30          | 4.5             | 6.5      | -               | -        | -      | 30          |
| ８～９（歳）     | 6               | 8      | -      | 35          | 6               | 8.5      | -               | -        | -      | 35          |
| 10～11（歳）     | 7               | 10     | -      | 35          | 7               | 10       | 10              | 14       | -      | 35          |
| 12～14（歳）     | 8.5             | 11.5   | -      | 50          | 7               | 10       | 10              | 14       | -      | 50          |
| 15～17（歳）     | 8               | 9.5    | -      | 50          | 5.5             | 7        | 8.5             | 10.5     | -      | 40          |
| 18～29（歳）     | 6               | 7      | -      | 50          | 5               | 6        | 8.5             | 10.5     | -      | 40          |
| 30～49（歳）     | 6.5             | 7.5    | -      | 55          | 5.5             | y6.5     | 9               | 10.5     | -      | 40          |
| 50～69（歳）     | 6               | 7.5    | -      | 50          | 5.5             | 6.5      | 9               | 10.5     | -      | 40          |
| 70以上（歳）     | 6               | 7      | -      | 50          | 5               | 6        | -               | -        | -      | 40          |
| 妊婦（付加量）   |                 |        |        |             |                 |          |                 |          |        |             |
| 初期             | +2              | +2.5   |        |             |                 |          |                 |          |        |             |
| 中期・後期       | +12.5           | +15    |        |             |                 |          |                 |          |        |             |
| 授乳婦（付加量） | +2              | +2.5   |        |             |                 |          |                 |          |        |             |

| 性別年齢 | 1-6歳 | 7-14歳 | 15-19歳 | 20-29歳 | 30-39歳 | 40-49歳 | 50-59歳 | 60-69歳 | 70-79歳 | 80歳以上 |
| -------- | ----- | ------ | ------- | ------- | ------- | ------- | ------- | ------- | ------- | -------- |
| 男性     | 4.5   | 6.7    | 7.9     | 7.4     | 7.2     | 7.6     | 8.1     | 8.8     | 9.2     | 8.3      |
| 女性     | 4.0   | 6.3    | 7.0     | 6.2     | 6.4     | 6.7     | 7.2     | 8.4     | 8.6     | 7.4      |

- 鉄分の摂取についての必要量、推奨量は、以下の式で表される。
  1. 推定平均必要量＝基本的鉄損失÷吸収率（0.15）
  2. 推定平均推奨量＝推定平均必要量×1.2
- 20歳前後の男性の鉄分損失量は0.9 mg/日であるので、必要量は6.0 mg/日、推奨量は7.2 mg/日となる。
- 20歳前後の女性の鉄分損失量は0.76 mg/日であるので、必要量は8.7 mg/日、推奨量は10.5 mg/日となる。
- 月経のある女性の鉄分の必要量は、以下の式で表される。推定平均必要量＝（基本的鉄損失＋月経血による鉄損失（0.55 mg/日））÷ 吸収率（0.15）
- 鉄分の耐用上限量は、0.8 mg/kg体重/日とされる。70 kgの成人で56 mg/日が上限となる[65]。

### その他
鉄の同位体の1種である59Feは、鉄動態検査に用いられる。